# Délices d'Hardenpont
Délices d'Hardenpont est une variété de poire.

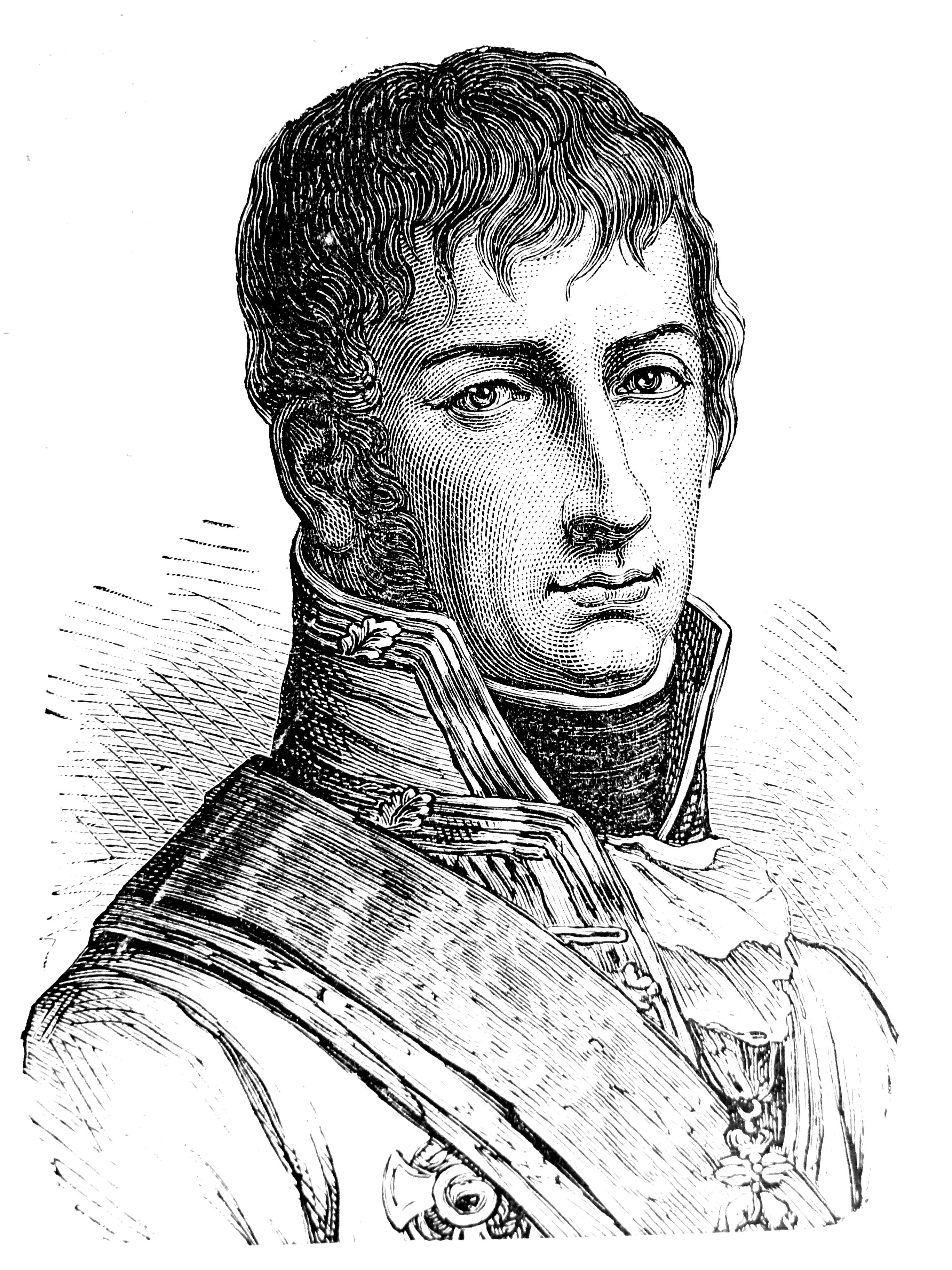
L'Archiduc Charles (1771-1847).

Espèce
Classification phylogénétique

## Origine
La poire est  obtenue en 1759, nous dit Alexandre Bivort, par l'abbé d'Hardenpont, dans son jardin , au pied du mont Panisel, à Mons (Belgique), en même temps que le semis de "Beurré d'Hardenpont"."Fondante du Panisel"
Voir Alexandre Lucas.

## Synonymes
- Archiduc Charles.

## Description

### Description de l'arbre
L'arbre est vigoureux et fertile, surtout sur franc, il se refuse cependant à la forme pyramidale : ce qu'il lui faut, c'est le plein vent.

### Description du fruit
Fruit : assez gros.
Epiderme : ponctué, rouge à l'insolation.
Pédicelle : moyen.
Œil : moyen ou petit, ouvert ou mi clos, inséré dans une cavité peu profonde, étroite, plissée, bosselée ou presque côtelée sur les bords.
Chair : blanche, fine, bonne.
Qualité : très bonne.
Maturité : octobre-novembre.